# Chlamydonephris pomiformis
Chlamydonephris pomiformis là một loài tảo trong họ Chlamydomonadaceae, thuộc chi Chlamydonephris.